# Hoằng Phổ
Hoằng Phổ (tiếng Trung: 弘普; 1713 – 1743) là một hoàng thân của nhà Thanh trong lịch sử Trung Quốc, người thừa kế 1 trong 12 tước vị Thiết mạo tử vương.

## Cuộc đời
Hoằng Phổ sinh vào giờ Thân, ngày 19 tháng 6 (âm lịch) năm Khang Hi thứ 52 (1713), trong gia tộc Ái Tân Giác La. Ông là con trai thứ hai của Trang Khác Thân vương Dận Lộc, mẹ ông là Trắc Phúc tấn Lý thị (李氏). Vì huynh trưởng của ông chết yểu khi mới đầy tháng, nên thực tế thì ông là con trai trưởng của Dận Lộc.
Năm Càn Long nguyên niên (1736), tháng 2, ông được phong tước Bối tử (貝子).
Năm thứ 2 (1737), tháng 2, nhận lệnh chưởng quản Loan nghị vệ (銮仪卫).
Năm thứ 3 (1738), tháng 8, quản lý sự vụ của Đô thống Mãn Châu Tương Lam kỳ (鑲藍旗滿洲都統).
Năm thứ 4 (1739), tháng 10, vì ông kết bè phái với Lý Thân vương Hoằng Tích mà bị cách tước Bối tử, giải chức Loan nghị vệ. Nhưng cùng tháng đó ông lại được phong tước Phụng ân Trấn quốc công (奉恩镇国公).
Năm thứ 5 (1740), tháng 11, thụ Tông Nhân phủ Hữu tông nhân (宗人府右宗人).
Năm thứ 8 (1743), ngày 22 tháng 3 (âm lịch), giờ Dậu, ông qua đời, thọ 30 tuổi. Sau khi ông qua đời, triều đình truy phong ông làm Cung Cần Thế tử (恭勤世子).
Năm thứ 32 (1767), tháng 6, phụ thân ông qua đời, con trai trưởng của ông là Vĩnh Thường được thế tập tước vị Trang Thân vương (莊親王), nên ông cũng được truy phong làm Trang Thân vương đời thứ 4.

## Gia quyến

### Thê thiếp
- Đích Phúc tấn: Hổ Nhĩ Cáp thị (虎爾哈氏), con gái của Hưng Cổ (興古).
- Trắc Phúc tấn: Quách thị (郭氏), con gái của Quách Bỉnh Tân (郭秉新).
- Thứ thiếp: Chu thị (周氏), con gái của Chu Khả Học (周可學).

### Con trai
1. Vĩnh Thường (永瑺; 1737 – 1788), mẹ là Trắc Phúc tấn Quách thị. Năm 1767 được thế tập tước vị Trang Thân vương. Sau khi qua đời được truy thụy Trang Thận Thân vương (莊愼亲王). Có một con thừa tự.
2. Vĩnh Kha (永珂; 1738 – 1794), mẹ là Trắc Phúc tấn Quách thị. Được phong làm Phụng quốc Tướng quân (奉國將軍) kiêm Đầu đẳng Thị vệ (頭等侍衛). Có hai con trai.
3. Vĩnh Kiên (永堅; 1741 – 1765), mẹ là Trắc Phúc tấn Quách thị. Vô tự.